# Jacek Migasiński
Jacek Migasiński (ur. 26 kwietnia 1946) – polski historyk filozofii nowożytnej i współczesnej, specjalizujący się w fenomenologii francuskiej, profesor nauk humanistycznych, zawodowo związany z Wydziałem Filozofii Uniwersytetu Warszawskiego, autor licznych publikacji, tłumacz.

## Życiorys
Jacek Migasiński urodził się w Bydgoszczy w rodzinie inteligenckiej (ojciec: Bolesław, matka: Maria z d. Ducka). Od roku 1952 mieszkał wraz z rodzicami w Wałczu, a od 1957 r., po śmierci ojca, wraz z matką w Warszawie. Tu w roku 1964 zdał maturę i podjął studia na Wydziale Filozofii Uniwersytetu Warszawskiego, gdzie zetknął się z prominentnymi przedstawicielami „warszawskiej szkoły historyków idei” (prof. prof. L. Kołakowski, B. Baczko, S. Morawski, J. Szacki, K. Pomian). Studia ukończył w 1969 r., przedstawiając pracę magisterską „Cogito u Maine de Birana” i został zatrudniony w Zakładzie Filozofii Politechniki Warszawskiej, najpierw jako stażysta, później jako asystent. W 1975 roku przeszedł do pracy w Zakładzie Historii Filozofii Nowożytnej Uniwersytetu Warszawskiego, kierowanym wówczas przez prof. Adama Sikorę, gdzie pracował aż do emerytury w 2019 roku. Doktorat uzyskał w 1978 roku na podstawie pracy pt. "Między filozofią i konfesją. U podstaw spirytualistycznej ontologii Louisa Lavelle’a". Rozpoczął pracę nad rozprawą habilitacyjną, w przygotowaniu której pomogły mu badania prowadzone za granicą, dzięki kilkukrotnym stypendiom rządu francuskiego (1987, 1993, 1995), stypendium konspiracyjnego Towarzystwa Popierania Nauk (1989) oraz dzięki wymianie naukowej z Uniwersytetem w Leuven (Belgia) (1992 i 1995). Habilitację uzyskał w 1997 r. na Wydziale Filozofii i Socjologii Uniwersytetu Warszawskiego, przedstawiając monografię „W stronę metafizyki. Nowe tendencje metafizyczne w filozofii francuskiej połowy XX wieku”, która została uhonorowana nagrodą Ministra.  
Od przełomu lat siedemdziesiątych i osiemdziesiątych ubiegłego wieku stał się stałym uczestnikiem ogólnopolskiego, trwającego ponad trzydzieści lat seminarium, prowadzonego przez prof. Barbarę Skargę w IFiS PAN. W latach 1981-1984 sprawował funkcję sekretarza Komitetu Nauk Filozoficznych PAN, w latach 1993-1999 był wicedyrektorem Instytutu Filozofii Uniwersytetu Warszawskiego, a w roku 1995 założył (wraz z prof. Iwoną Lorenc) i współkierował w tym Instytucie, do przejścia na emeryturę, Pracownią do Badań nad Filozofią Francuską. W 1998 r. objął funkcję kierownika Zakładu Historii Filozofii Nowożytnej w IF UW.
W 2002 roku został mianowany profesorem nadzwyczajnym Uniwersytetu Warszawskiego. W latach 2008-2012 był dziekanem Wydziału Filozofii i Socjologii UW.
Tytuł profesorski uzyskał w roku 2012.
Przez cały okres pracy zawodowej Jacek Migasiński prowadził różne formy zajęć dydaktycznych w Uniwersytecie Warszawskim, ale również przez dziewiętnaście lat, od początku lat dziewięćdziesiątych, w Uniwersytecie Mikołaja Kopernika w Toruniu. Był promotorem 49 magisteriów i 12 doktoratów, recenzentem przewodów doktorskich, habilitacyjnych i profesorskich. Był członkiem Rad Programowych kilku polskich periodyków filozoficznych i nadal jest przewodniczącym Rady Programowej wydawanego przez IFiS PAN „Archiwum Historii Filozofii i Myśli Społecznej” oraz jednym z redaktorów pisma „Przegląd Filozoficzno-Literacki”. Jacek Migasiński był tutorem Akademii »Artes Liberales«.
Jacek Migasiński jest członkiem-założycielem Polskiego Towarzystwa Fenomenologicznego i członkiem Polskiego Towarzystwa Filozoficznego.
W młodości był czynnym zawodnikiem sekcji pływackiej KKS Polonia Warszawa, do chwili obecnej rekreacyjnie uprawia żeglarstwo i narciarstwo alpejskie. Z racji tych zainteresowań był w latach 2003-2007 prezesem Klubu Uczelnianego AZS UW.

## Wybrane publikacje
- Maine de Biran – tradycja filozofii współczesnej (artykuł), w: „Prace Instytutu Nauk Ekonomiczno-Społecznych”, nr 5, Politechnika Warszawska 1973.
- Gérard Durozoi, André Roussel, Filozofia - słownik: pojęcia, postacie, problemy (tłumacz), Wydawnictwa Szkolne i Pedagogiczne, Warszawa 1997.
- Jean-François Lyotard, Kondycja ponowoczesna: raport o stanie wiedzy (tłumacz), Fundacja Aletheia, Warszawa 1997.
- François Chirpaz, Ciało (tłumacz), Wydawnictwo Instytutu Filozofii i Socjologii PAN - Polskiej Akademii Nauk, Warszawa 1998.
- Louis Althusser. Lenin i filozofia (tłumacz), "Studia filozoficzne", 1979 r., nr 11 (168), ss. 3-28. Wyd. II - Studenckie Koło Filozofii Marksistowskiej (Uniwersytet Warszawski), Warszawa 2005.
- Merleau-Ponty (autor, tłumacz), Wiedza Powszechna; seria Myśli i Ludzie, Warszawa 1995, ISBN 83-214-1022-7.
- W stronę metafizyki. Nowe tendencje metafizyczne w filozofii francuskiej połowy XX wieku, (monografia), Fundacja na Rzecz Nauki Polskiej, Wrocław 1997. (Wydanie II, Wyd. Naukowe Uniwersytetu Mikołaja Koperenika, Toruń 2014, (Przekład angielski: Toward Metaphysics. New Tendencies in French Philosophy in the Middle of the Twentieth Century, Peter Lang Edition, Frankfurt am Main 2014).
- Podmiotowość i tożsamość (Subjectivité et identité), (praca zbiorowa, wersja dwujęzyczna), red. naukowa oraz Słowo wstępne oraz artykuł, Wyd. Wydziału Filozofii i Socjologii UW, Warszawa 2001.
- Levinas i inni, (praca zbiorowa), red. naukowa wraz z T. Gadaczem oraz wstęp oraz dwa artykuły), Wyd. Wydziału Filozofii i Socjologii UW, Warszawa 2002.
- Fenomenologia francuska. Rozpoznania/Interpretacje/Rozwinięcia, (antologia przekładów), red. naukowa wraz z I. Lorenc oraz wstęp, Wyd. IFiS PAN, Warszawa 2006.
- Fenomen ciała w ujęciu Emmanuela Levinasa, (artykuł), w: „Emmanuel Levinas. Filozofia/Teologia/Polityka”, Materiały konferencyjne pod red. A. Lipszyca, Instytut Adama Mickiewicza, Warszawa 2006.
- Wokół fenomenologii francuskiej, (praca zbiorowa), red. naukowa wraz z I. Lorenc oraz Słowo wstępne, Wyd. IFiS PAN, Warszawa 2007.
- Filozofia nowożytna. Postacie/Idee/Problemy, (monografia – podręcznik), Wyd. Stentor, Warszawa 2011.
- Myśl Barbary Skargi. Droga osobna, (praca zbiorowa, seria: „Archiwum Warszawskiej Szkoły Historii Idei”), red. naukowa wraz z M. Środą oraz wstęp i artykuł, Wyd. IFiS PAN , Warszawa 2015.
- Główne problemy współczesnej fenomenologii, (praca zbiorowa i antologia przekładów), red. naukowa wraz z M. Pokropskim: wstęp oraz artykuł), Wydawnictwa Uniwersytetu Warszawskiego, Warszawa 2017.
- Hipermodernizm – próba przybliżenia, (artykuł) w: „Edukacja Filozoficzna” nr 66/2018.
- W stronę fenomenologii niezjawiskowej. Fragmenty pewnej historii, (zbiór tekstów własnych), PWN, Warszawa 2019.
- Edmund Husserl i filozofia radykalnego początku, (artykuł, współautor: M. Pokropski), w: „Stan Rzeczy”, nr 1 (16)/ 2019.
- Fenomenologia i/czy metafizyka. Na marginesie sporu Ingardena z Husserlem, (artykuł) w: praca zbiorowa „Doświadczanie świata. Eseje o myśli Romana Ingardena”, red. naukowa Tomasz Maślanka, Wyd. Narodowe Centrum Kultury, Warszawa 2020.
- Maurice Merleau-Ponty, Jean Paul Sartre – Zerwanie. Humanizm i terror, (antologia przekładów), red. naukowa, Wstęp oraz przekłady, Wyd. Agora, Warszawa 2021.
- Redakcja naukowa, przypisy oraz wstęp do: J.J. Rousseau, Rousseau sędzią Jana Jakuba. Dialogi, PWN, Biblioteka Klasyków Filozofii, Warszawa 2022.